# 赫库芭
赫库芭（羅馬化：Hekábē），古希腊神话中的女性人物之一，是特洛伊君主普里阿摩斯的妻子，两人共育有19位子女。她在特洛伊战争中发挥了一定的作用，成为相关戏剧、文学等作品的重要题材来源。

## 描述
赫庫芭在拜占庭的編年史學者馬拉拉斯的紀事中，被描述為「皮膚深色、雙眼明亮、成熟端莊鼻子修長、容貌美麗、慷慨大方、健談冷靜。」而在佛里幾亞的達雷斯之記述中，她被描述為「......美麗、體態高大、膚色深黑。她思想像男人，虔誠而公正。」
赫库芭在《伊利亚特》中出现了六次。在第6.326-96卷中，她在赫克托耳回到城市时遇見他，并把酒杯给他，指示他把酒杯献给宙斯，然后自己喝。她听取赫克托耳的建议，从亚历山大的宝藏中挑选了一件礼服作为祭品送给女神，并带领特洛伊妇女前往雅典娜神庙祈求帮助。在第22卷中，她恳求赫克托耳不要与阿喀琉斯交战，表达了她的预感:“永远不要为躺在棺材上的你而哀悼。”在24.201-16卷中，当听到普里阿摩斯计划从阿喀里斯的小屋中取回赫克托耳的尸体时，她感到非常焦虑。在同一集中，她向普里阿姆提供了饮酒杯，并指示他向宙斯祈祷，这样他就可以在前往亚该亚营地时得到一个好兆头。与第一集中赫克托耳拒绝她提供的杯子不同，普里阿摩斯接受了，并得到了要求的预兆作为奖励。最后，她在24.748-59的一次著名演讲中哀悼赫克托的死。

## 流行文化
赫庫芭在古典文學中經常被提及，並出現在許多中世紀、文藝復興和現代作品中。一些與赫庫芭有關的作品包括：
- 《赫庫芭與特洛伊婦女 (Hecuba and The Trojan Women)》，由劇作家尤里比底斯所作。
- 《普里阿摩斯王 (King Priam)》，由小說家David Park寫成。
- 《Passions（英语：Passions）》(2000)，肥皂劇中的角色，由羅賓·史特拉瑟飾演。
- (2006)，由小說家克莉絲汀·伊凡所寫作。
-  (2013)，由小說家瑞克·里歐丹所寫作。
-  (2018)， 小短劇中由法蘭西絲·歐康娜扮演。
-  (2020) 第二季第二集，赫庫芭這個角色是小矮人Gnome的丈夫。

## 扩展阅读
- Virgil, Aeneid III.19–68
- Homer, Iliad XIV.717–718
- Solinus, De vita Caesarum X.22
- Lactantius, Divinae institutions I.22
- Pomponius Mela, De chorographia II.26
- Ovid, Metamorphoses XIII.423–450, 481–571
- Euripides, Trojan Women
- Euripides, Hecuba
- Tsotakou-Karveli. Lexicon of Greek Mythology. Athens: Sokoli, 1990.